# Days in Europa
Days in Europa är ett album med punkbandet The Skids från 1979.

## Låtlista
1. Animation
2. Charade
3. Dulce et Decorum Est (Pro Patria Mori)
4. Pros and Cons
5. Home of the Saved
6. Working for the Yankee Dollar
7. The Olympian
8. Thanatos
9. A Day in Europa
10. Peaceful Times

Bonuslåtar: (Endast nytryck)
- Masquerade
- Out of Town
- Another Emotion
- Aftermath Dub
- Grey Parade
- Working for the Yankee Dollar (Singel version)
- Panguards Crusade